# 新广场 (阿姆斯特丹)

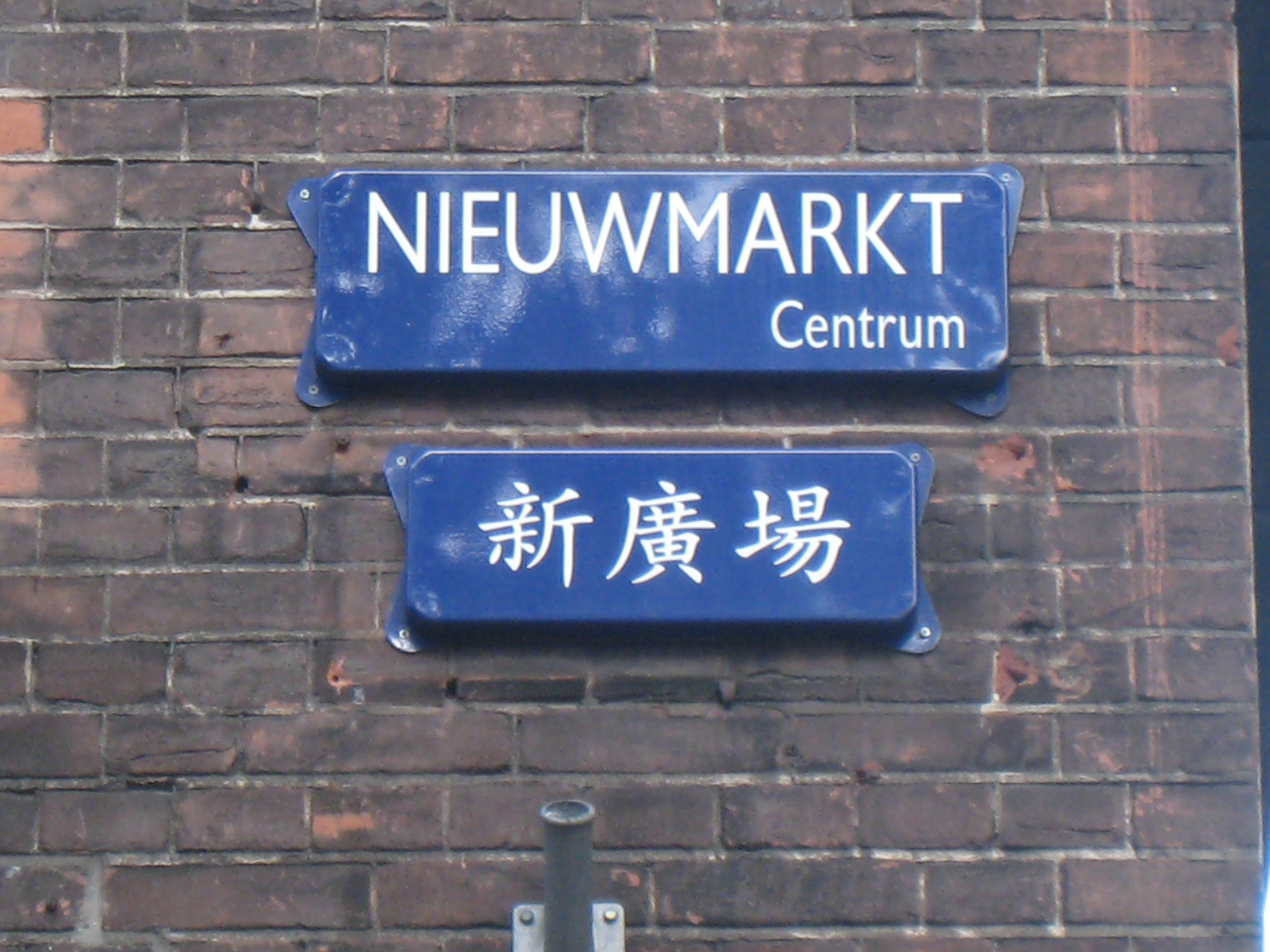
中荷双语路牌

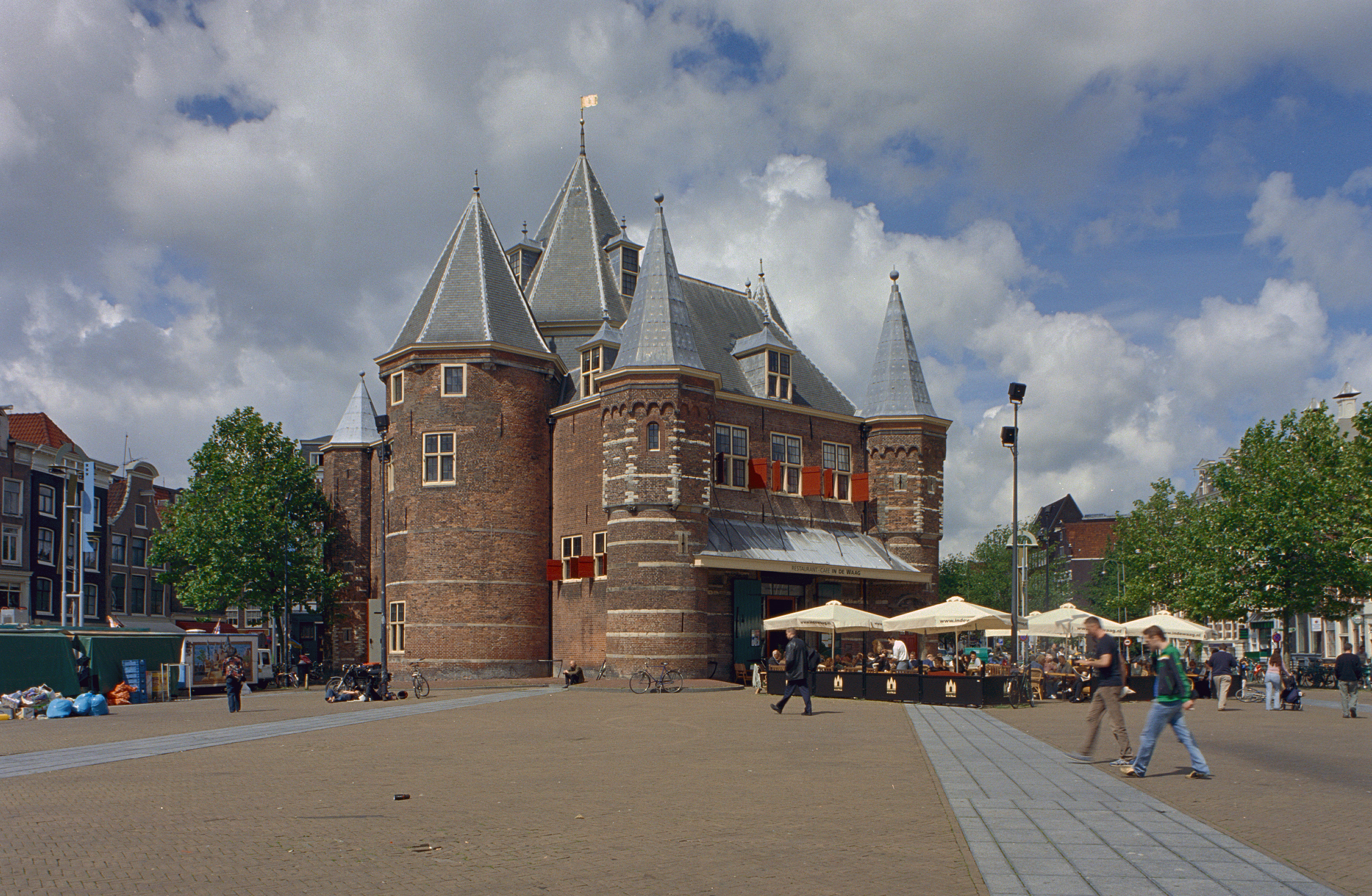
阿姆斯特丹測量所

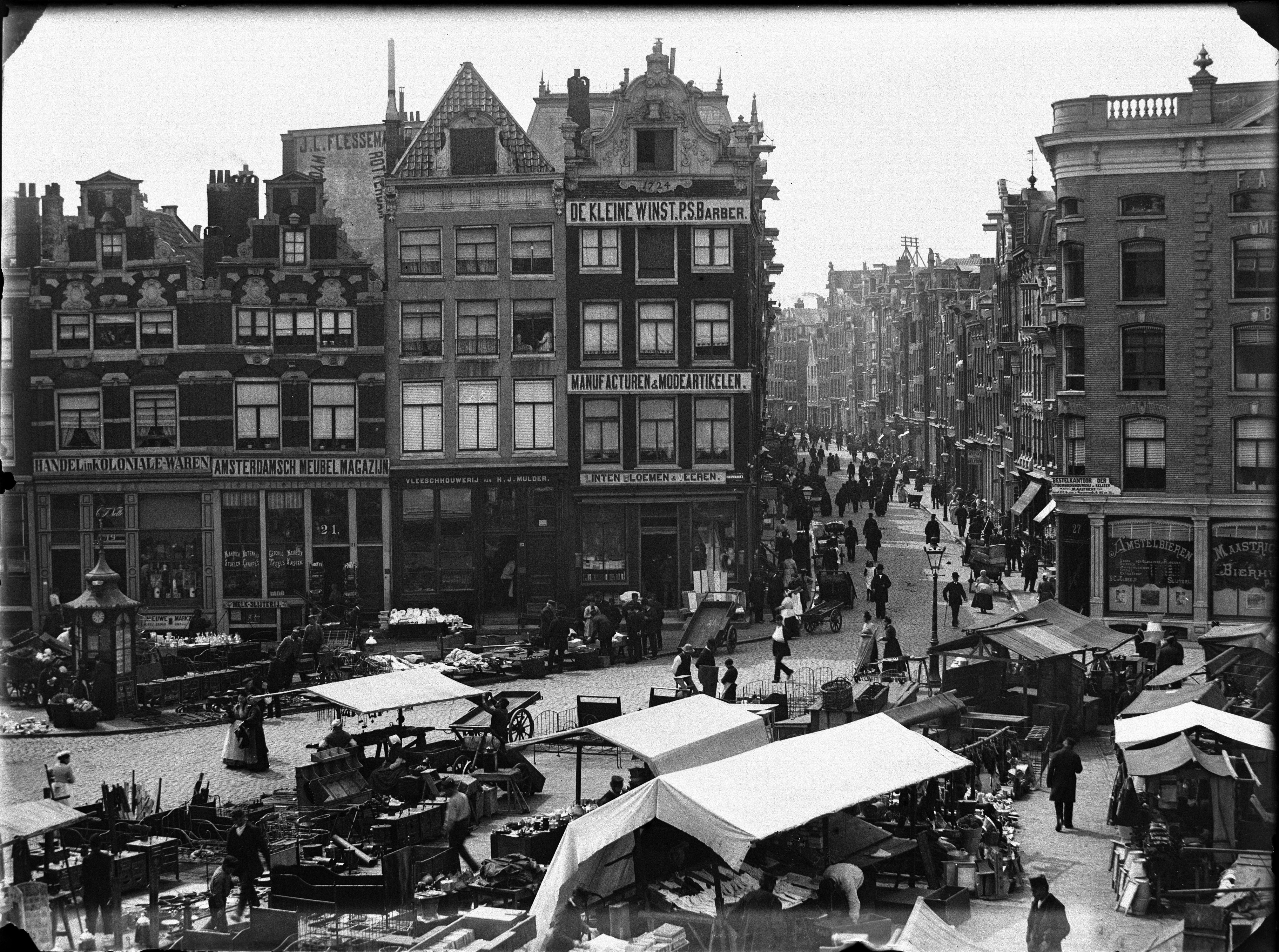
新广场，1890年

新广场是荷兰阿姆斯特丹市中心的一个广场，位于阿姆斯特丹中央区。

## 历史
新广场被视为阿姆斯特丹唐人街的一部分，毗邻德瓦伦红灯区。广场上有20多家咖啡馆。广场上每天有集市，周六有有机食品集市，夏季的周日还有古董和书籍集市。
新广场上的主要建筑是阿姆斯特丹測量所, 最初是中世纪城墙的城门，17世纪拆除城墙后，变成測量所。1614年，填平測量所周围的运河，开辟为市场，因此得名。第二次世界大战中，纳粹将围捕的犹太人集中在新广场，然后送往集中营。
在1970年代，广场上及周围的许多建筑物被拆除，为计划中贯穿新广场社区的地铁和高速公路让路。这导致了严重的暴乱，称为新广场暴乱（荷兰语：Nieuwmarktrellen），时间在1975年3月24日和4月8日。公路计划最终放弃，但是地铁建成了。

## 交通
- 阿姆斯特丹地铁新广场站。